# Блюме, Вальтер
Вальтер Блюме (нем. Walter Blume; 10 января 1896, Хиршберг — 27 мая 1964, Дуйсбург) — немецкий ас Первой мировой войны (28 побед, орден Pour le Mérite), позже инженер-конструктор фирмы Arado Flugzeugwerke.

## Биография
После окончания средней школы в Хиршберге, стажировался на машиностроительном заводе.
В сентябре 1914 года вступил добровольцем в 5-й Силезский егерский батальон. Был ранен в бою под Элком в октябре 1914 года.
Выздоровев, с июня 1915 по июнь 1916 года проходил лётную подготовку в авиашколе Лейпциг-Мокау и приступил к полётам на Западном фронте, сперва в учебной части близ Сен-Кантена, далее при авиапарке Страсбурга затем в составе авиаполевой части № 65 (Шлеттштадт). Блюме летал тогда на двухместном аэроплане Avatik. В июле 1916 года он получил Железный крест 2-го класса, а в августе был произведен в вице-фельдфебели.
Прошение о переводе на одноместные истребители было удовлетворено и с января 1917 года Блюме воевал под командованием Бруно Лёрцера в 26-й авиаэскадрилье на самолёте «Альбатрос». На нём Блюме сбил первого противника 10 мая 1917 года возле города Гузокур, а всего в составе Jasta 26 ему удалось одержать 6 побед. 14 августа награждён Железным крестом 1-го класса.
Блюме был тяжело ранен в грудь 29 ноября 1917 года (во время боя с 48-й британской эскадрильей) и провёл в госпитале три месяца.
Затем направлен в 9-ю авиаэскадрилью, в которой 5 марта 1918 года сменил на посту командира оберлейтенанта Курта Штудента, впоследствии генерал-полковника Люфтваффе. Во время дальнейшей службы сбил ещё 22 самолёта, летая на истребителях Альбатрос и Fokker D.VII и доведя свой боевой счёт до 28 побед. 2 октября 1918 года получил орден Pour le Merite, с 15 января 1919 года в отставке.

## Межвоенный период
После войны Вальтер Блюме завершил своё инженерное образование в Ганноверском техническом университете. Во время учёбы он, будучи учеником профессора Георга Ганса Маделунга принимал участие в разработке планера «Вампир».
Поступив в ноябре 1926 года на работу главным конструктором в компанию «Albatros Flugzeugwerke», Блюме продолжает свою карьеру в авиации. До этого ему случилось участвовать в тайном перевооружении армии, проводимом Управлением вооружений сухопутных сил.
В 1933 году он переходит работать в компанию «Arado Flugzeugwerke», где служит техническим директором. Участвует в разработке самолёта Ar 66 и других моделей.

## Вторая мировая война
Среди разработок Блюме того периода — транспортник Ar 232 и серийно выпускавшийся реактивный бомбардировщик Ar 234/

## После Второй мировой
По некоторым данным, Вальтер Блюме был пленён солдатами Красной Армии и следующие несколько лет провёл в СССР, где помогал советским конструкторам разрабатывать реактивные самолёты.
Затем, обосновавшись в Дюссельдорфе, Блюме некоторое время проработал одним из руководителей объединения, производящего цветные металлы. В октябре 1952 ему удалось получить в Дуйсбурге место (ок. 41 000 м²) под обустройство фирмы «Leichtbau und Flugtechnik GmbH», известной также как Бюро Блюме. Однако, несмотря на участие в разработке и постройке самолёта Blume Bl.500 шести инженеров и двух тысяч рабочих, ни этот четырёхместный универсал, ни проект транспортника не заинтересовали вновь создаваемые Люфтваффе. От всего проекта остались два самолёта Blume Bl.502, получившие сертификацию.
Под давлением со стороны Федерального министерства экономики Блюме в сентябре 1955 года был вынужден согласиться на объединение своего «Бюро» с фирмой Focke-Wulf (ныне, после серии слияний, EADS).
Скончался Вальтер Блюме в Дуйсбурге в возрасте 68 лет.

## Награды
- Железный крест 2-го класса (24 июля 1916)
- Железный крест 1-го класса (14 августа 1917)
- Королевский орден Дома Гогенцоллернов рыцарский крест с мечами (7 августа 1918)
- Pour le Mérite (30 сентября 1918)
- Знак военного летчика (Пруссия)